# منتخب الولايات المتحدة لكأس ويتمان
منتخب الولايات المتحدة لكأس ويتمان (بالإنجليزية: United States Wightman Cup team)‏ هو ممثل الولايات المتحدة الرسمي في المنافسات الدولية في كرة المضرب في كأس ويتمان.